# Heteroplazmia
Heteroplazmia – obecność prawidłowego lub zmutowanego genu w różnych organellach tej samej komórki.
Heteroplazmia to obecność więcej niż jednego rodzaju DNA pozajądrowego (mitochondrialnego lub chloroplastowego). 
Stanem powszechnym jest homoplazmia, gdzie wszystkie cząsteczki mtDNA lub chlDNA są identyczne, gdyż pochodzą od jednego z rodziców (dziedziczenie uniparentalne). Heteroplazmia występuje w przypadkach, gdy oboje z rodziców mieli wkład w pulę pozajądrowego DNA potomstwa (przeciek ojcowski lub dziedziczenie biparentalne) lub gdy pojawia się mutacja. U niektórych małży, np. omułków występuje podwójnie uniparentalne dziedziczenie mtDNA, gdzie samce przekazują mitochondria synom a samice całemu potomstwu. Samce są heteroplazmatyczne, a samice homoplazmatyczne. Męski mtDNA znacznie różni się sekwencją nukleotydów od żeńskiego. Mechanizm nie jest znany. 
Innym źródłem heteroplazmii są mutacje zachodzące u osobnika w procesie rozwoju.